# Mistrovství světa ve vodním slalomu 2017
38. Mistrovství světa ve vodním slalomu 2017 se uskutečnilo ve dnech 23. září–1. října 2017 v areálu Stade d'eaux-vives Pau-Pyrénées v Pau ve Francii pod záštitou Mezinárodní kanoistické federace. Nejlepší výsledky zde měli čeští slalomáři, kteří si odvezli po dvou medailích od každého kovu.

## Muži
| Závod                                    | Zlato                                                                                                 | Zlato  | Stříbro                                                                                    | Stříbro | Bronz | Bronz  |
| ---------------------------------------- | --- | ------ | ------------------------------------------------------------------------------------------ | ------- | --- | ------ |
| kánoe C1                                 | Slovinsko Benjamin Savšek                                                                             | 94.81  | Slovensko Alexander Slafkovský                                                             | 96.29   | Slovensko Michal Martikán                                                                                   | 98.23  |
| kánoe C1 hlídky                          | Slovensko Matej Beňuš Alexander Slafkovský Michal Martikán                                            | 95.44  | Spojené království Ryan Westley David Florence Adam Burgess                                | 98.44   | Francie Denis Gargaud Chanut Martin Thomas Edern Le Ruyet                                                   | 98.72  |
| kánoe C2                                 | Francie Gauthier Klauss Matthieu Péché                                                                | 105.30 | Slovensko Ladislav Škantár Peter Škantár                                                   | 105.37  | Německo Robert Behling Thomas Becker                                                                        | 106.15 |
| kánoe C2 hlídky (medaile se neudělovaly) | Francie Gauthier Klauss / Matthieu Péché Nicolas Scianimanico / Hugo Cailhol Pierre Picco / Hugo Biso | 104.99 | Německo Robert Behling / Thomas Becker Kai Müller / Kevin Müller Franz Anton / Jan Benzien | 106.80  | Slovensko Ladislav Škantár / Peter Škantár Tomáš Kučera / Ján Bátik Pavol Hochschorner / Peter Hochschorner | 108.16 |
| kajak K1                                 | Česko Ondřej Tunka                                                                                    | 91.84  | Česko Vít Přindiš                                                                          | 91.86   | Slovinsko Peter Kauzer                                                                                      | 92.13  |
| kajak K1 hlídky                          | Česko Jiří Prskavec Ondřej Tunka Vít Přindiš                                                          | 93.06  | Francie Boris Neveu Mathieu Biazizzo Sébastien Combot                                      | 94.07   | Slovinsko Peter Kauzer Martin Srabotnik Žan Jakše                                                           | 94.41  |

## Ženy
| Závod           | Zlato                                                                      | Zlato  | Stříbro                                                           | Stříbro | Bronz                                                         | Bronz  |
| --------------- | -------------------------------------------------------------------------- | ------ | ----------------------------------------------------------------- | ------- | ------------------------------------------------------------- | ------ |
| kánoe C1        | Spojené království Mallory Franklinová                                     | 109.09 | Česko Tereza Fišerová                                             | 113.21  | Brazílie Ana Satilaová                                        | 114.29 |
| kánoe C1 hlídky | Spojené království Mallory Franklinová Kimberley Woodsová Eilidh Gibsonová | 117.63 | Austrálie Jessica Foxová Noemie Foxová Rosalyn Lawrenceová        | 119.28  | Česko Tereza Fišerová Monika Jančová Eva Říhová               | 122.75 |
| kajak K1        | Austrálie Jessica Foxová                                                   | 97.14  | Slovensko Jana Dukátová                                           | 101.76  | Německo Ricarda Funková                                       | 102.62 |
| kajak K1 hlídky | Německo Jasmin Schornbergová Ricarda Funková Lisa Fritscheová              | 103.60 | Rakousko Corinna Kuhnleová Lisa Leitnerová Viktoria Wolffhardtová | 103.80  | Austrálie Jessica Foxová Rosalyn Lawrenceová Kate Eckhardtová | 108.44 |

## Mix

### Kánoe
| Závod | Zlato                                 | Body   | Stříbro                                 | Body   | Bronz                            | Body   |
| C2    | Francie Margaux Henryová Yves Prigent | 105.37 | Itálie Niccolò Ferrari Stefanie Hornová | 106.09 | Česko Veronika Vojtová Jan Mašek | 109.06 |

## Medailové pořadí zemí
| Pořadí | Země               | Zlato | Stříbro | Bronz | Celkem |
| ------ | ------------------ | ----- | ------- | ----- | ------ |
| 1.     | Česko              | 2     | 2       | 2     | 6      |
| 2.     | Francie            | 2     | 1       | 1     | 4      |
| 3.     | Spojené království | 2     | 1       | 0     | 3      |
| 4.     | Slovensko          | 1     | 3       | 1     | 5      |
| 5.     | Austrálie          | 1     | 1       | 1     | 3      |
| 6.     | Německo            | 1     | 0       | 2     | 3      |
| 6.     | Slovinsko          | 1     | 0       | 2     | 3      |
| 8.     | Rakousko           | 0     | 1       | 0     | 1      |
| 8.     | Itálie             | 0     | 1       | 0     | 1      |
| 10.    | Brazílie           | 0     | 0       | 1     | 1      |
| Celkem | Celkem             | 10    | 10      | 10    | 30     |